# Tinningsted
Tinningsted (dansk) eller Tinningstedt (tysk) er en landsby og kommune i det nordlige Tyskland under Kreis Nordfriesland i delstaten Slesvig-Holsten. Byen ligger cirka 10 kilometer syd for den dansk-tyske grænse i det nordvestlige Sydslesvig.
Kommunen samarbejder på administrativt plan med andre kommuner i Sydtønder kommunefællesskab (Amt Südtondern).